# Сбраджа, Рики
Ри́чард Сбра́джа (англ. Richard Sbragia; родился 26 мая 1954), более известный как Ри́ки Сбра́джа — шотландский футболист и футбольный тренер итальянского происхождения. С июля 2017 года является главным тренером резервной команды «Манчестер Юнайтед» (до 23 лет).

## Карьера игрока
Ричард Сбраджа родился в Леннокстауне, Ист-Данбартоншир, Шотландия, в семье выходцев из Италии. Начал карьеру в английском клубе «Бирмингем Сити», подписав любительский контракт в июне 1972 года. В мае 1974 года подписал с клубом профессиональный контракт, а в сезоне 1974/75 дебютировал в основном составе. В сезоне 1975/76 выступал за шотландский «Мортон» на правах аренды, сыграв за клуб 4 матча.
В «Бирмингем Сити» он не смог закрепиться в основном составе, сыграв за клуб только 15 матчей за четыре года, и в октябре 1978 года перешёл в «Уолсолл» за 15 000 фунтов. В сезоне 1979/80 помог «Уолсоллу» занять 2-е место в Четвёртом дивизионе и выйти в Третий дивизион, но летом 1980 года перешёл к сопернику «Уосолла» по Третьему дивизиону, в клуб «Блэкпул», за 35 000 фунтов. В «Блэкпуле» Сбраджа провёл два сезона, сыграв 26 матчей и забив 1 мяч.
В августе 1982 года перешёл в клуб «Йорк Сити». Дебютировал за клуб в первом туре сезона 1982/83, 28 августа 1982 года против «Торки Юнайтед». Он провёл за клуб абсолютно все официальные игры в сезоне (их было 52) и забил 1 гол (в ворота «Галифакс Таун». В сезона 1983/84 помог «Йорку» выиграть Четвёртый дивизион — клуб набрал 101 очко. 20 февраля 1985 года Рики Сбраджа сравнял счёт в матче с «Ливерпулем» в пятом раунде Кубка Англии, после чего была назначена переигровка на «Энфилде». В том матче Сбраджа получил травму спины, после чего перенёс операцию по удалению межпозвоночной грыжи. В августе 1985 года перешёл в «Дарлингтон» на правах аренды, сыграв за команду шесть матчей.

## Тренерская карьера
В 1987 году Рики завершил карьеру игрока и начал работать тренером с молодёжными составами «Йорк Сити». В мае 1990 года Сбраджа получил тренерскую лицензию Футбольной ассоциации. В сезоне 1992/93 юношеская команда «Йорк Сити» впервые в своей истории добралась до 1/4 финала Молодёжного кубка Англии.
В 1994 году он перешёл в «Сандерленд», где на протяжении восьми лет работал сначала тренером команды юношей, а впоследствии — тренером резервного состава клуба.
20 ноября 2002 года перешёл в «Манчестер Юнайтед» в качестве главного тренера резервной команды клуба, сменив на этом посту Майка Фелана. Под его руководством резервная команда «Юнайтед» выиграла четыре из пяти возможных трофеев в сезоне 2004/05: северную Премьер-лигу для резервистов, Северную лигу для резервистов «Понтинс Холидей», Кубок Лиги резервистов «Понтинс Холидей» и национальные матчи плей-офф между победителями северной резервной Премьер-лиги и южной резервной Премьер-лиги. В том же сезоне команда также получила серебряные медали Большого кубка Манчестера. Под руководством Рики Сбраджа в резервной команде играли такие будущие игроки основного состава «Манчестер Юнайтед» как Киран Ричардсон и Даррен Флетчер.
10 октября 2005 года Сбраджа покинул «Манчестер Юнайтед», приняв предложение клуба «Болтон Уондерерс» и став тренером первой команды «Болтона» в штабе главного тренера «рысаков» Сэма Эллардайса. В апреле 2007 года Эллардайс покинул пост главного тренера «Болтона», его место занял Сэмми Ли, а Сбраджа сохранил за собой свой пост тренера первой команды.
В ноябре 2007 года Сбраджа вернулся в тренерский штаб «Сандерленда», а 4 декабря 2008 года был назначен исполняющим обязанности главного тренера клуба после отставки Роя Кина. Первый матч под его руководством «чёрные коты» провели против «Манчестер Юнайтед», проиграв со счётом 1:0. Однако в следующих двух матчах «Сандерленд» разгромил «Вест Бромвич Альбион» со счётом 4:0 и «Халл Сити» со счётом 4:1. 27 декабря 2008 года Рики Сбраджа был назначен главным тренером «Сандерленда» на постоянной основе, заключив с клубом контракт сроком на 18 месяцев. 24 мая 2009 года  подал в отставку с поста главного тренера «чёрных котов» сразу после финальной игры команды в Премьер-лиге, сохранив команду в высшем дивизионе. До апреля 2011 года продолжал работать в «Сандерленде», занимая должность главного скаута клуба.
В августе 2011 года Сбраджа был назначен главным тренером сборной Шотландии до 17 лет. В 2012 году возглавил сборную Шотландии до 19 лет. В ноябре 2014 года стал временно исполняющим обязанности главного тренера сборной Шотландии до 21 года, а в августе 2015 года получил эту должность на постоянной основе. В сентябре 2016 года покинул пост главного тренера молодёжной сборной Шотландии после поражения от молодёжной сборной Украины со счётом 4:0.
7 июля 2017 года Рики Сбраджа вернулся в «Манчестер Юнайтед», став главным тренером команды «Юнайтед» до 23 лет.

## Тренерская статистика
| Команда    | Страна | Начало работы  | Завершение работы | М  | В | Н | П  | % побед |
| ---------- | ------ | -------------- | ----------------- | -- | - | - | -- | ------- |
| Сандерленд | Англия | 4 декабря 2008 | 24 мая 2009       | 26 | 6 | 7 | 13 | 023,08  |

## Достижения
«Уолсолл»
- Вице-чемпион Четвёртого дивизиона: 1979/80

«Йорк Сити»
- Чемпион Четвёртого дивизиона: 1983/84